# Androsace gorodkovii
Androsace gorodkovii là một loài thực vật có hoa trong họ Anh thảo. Loài này được Ovcz. & Karav. mô tả khoa học đầu tiên năm 1957.